# Calcochloris tytonis
Calcochloris tytonis là một loài động vật có vú trong họ Chrysochloridae, bộ Afrosoricida. Loài này được Simonetta mô tả năm 1968.